# 이재근 (1953년)
이재근(李在根, 1953년 2월 15일 ~ )은 대한민국의 정치인이다. 제43·44·46대 경상남도 산청군수이다.

## 학력
- 생비량초등학교 졸업
- 진주중학교 졸업
- 진주고등학교 중퇴

## 경력
- 김동영 국회의원 보좌역
- 민자당 농림수산부국장
- 1997 신한국당 중앙연수원 연수국 국장
- 1998 한나라당 중앙연수원 교수
- 한나라당 조직국 국장
- 한나라당 중앙위원회 농림축산부위원장
- 한나라당 정책자문위원
- 2006.07 ~ 2014.06 제43·44대 민선 4·5기 경상남도 산청군수 (재선)
- 새누리당
- 2015.01: 제29대 경남일보 대표이사 사장
- 2018.07 ~ 2022.06: 제46대 민선 7기 경상남도 산청군수(초선)

## 역대 선거 결과
|  | 47.06% |

|  | 70.53% |

|  | 37.69% |

| 전임 권철현 | 제43·44대 경상남도 산청군수 2006년 7월 1일 ~ 2014년 6월 30일 | 후임 허기도 |

| 전임 허기도 | 제46대 경상남도 산청군수 2018년 7월 1일 ~ 2022년 6월 30일 | 후임 이승화 |